# Reutte (distrito)
Reutte é um distrito da Áustria no estado do Tirol.

## Cidades e Municípios
O distrito de Reutte possui 37 municípios, sendo um com estatuto de cidade (Stadtgemeinde) e um com estatuto de mercado (Marktgemeinde) (populações em 1/1/2010):
| Cidade: - Vils (1.540) Mercado: - Reutte (5.795) | Municípios: - Bach (675) - Berwang (596) - Biberwier (644) - Bichlbach (801) - Breitenwang (1.548) - Ehenbichl (855) - Ehrwald (2.633) - Elbigenalp (847) - Elmen (394) - Forchach (291) - Grän (581) - Gramais (61) - Häselgehr (691) - Heiterwang (517) - Hinterhornbach (92) - Höfen (1.255) - Holzgau (452) - Jungholz (299) - Kaisers (77) - Lechaschau (1.988) - Lermoos (1.096) - Musau (401) - Namlos (93) - Nesselwängle (428) - Pfafflar (125) - Pflach (1.247) - Pinswang (421) - Schattwald (424) - Stanzach (413) - Steeg (715) - Tannheim (1.066) - Vorderhornbach (258) - Wängle (868) - Weißenbach am Lech (1.291) - Zöblen (262) |